# Seilbahn Stresa–Monte Mottarone

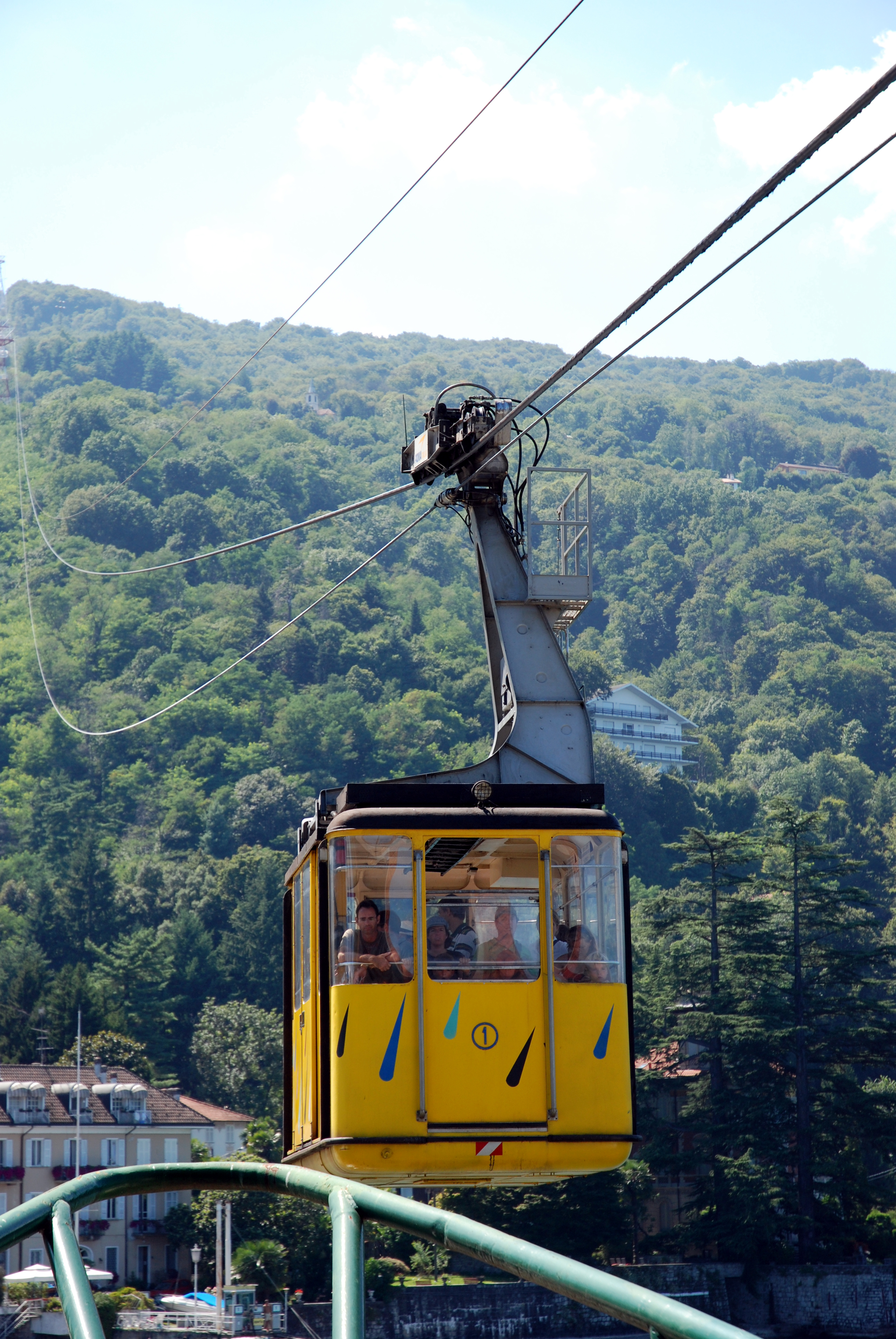
Gondel der Seilbahn bei der Einfahrt in die Talstation Stresa, gut zu erkennen die Backen der Tragseilbremse (2007)

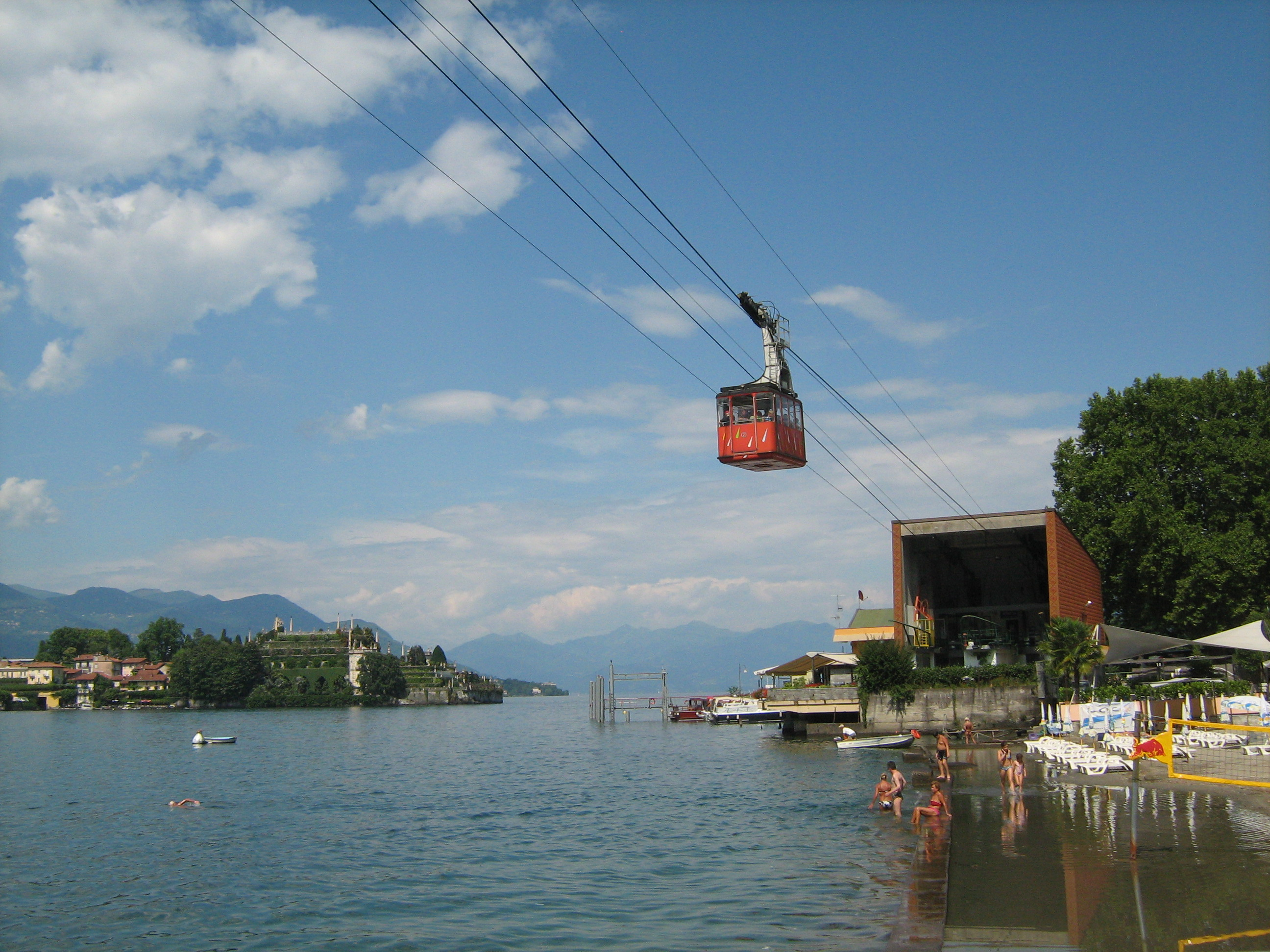
Talstation Stresa am Seeufer

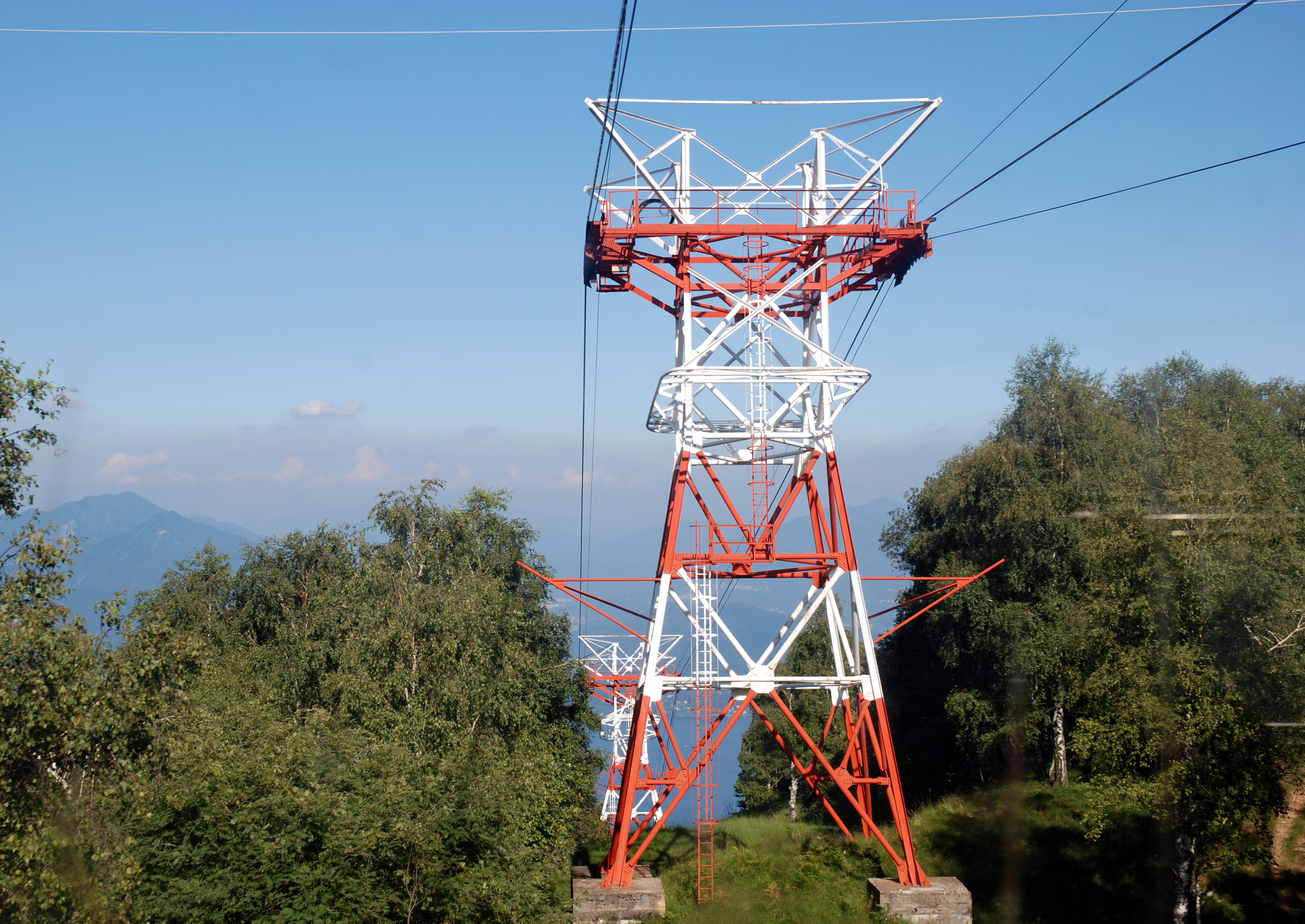
Seilbahnstützen 1 (hinten) und 2 auf dem zweiten Abschnitt Alpino – Monte Mottarone

Die Seilbahn Stresa–Monte Mottarone (italienisch Funivia Stresa-Mottarone bzw. Funivia Stresa-Alpino-Mottarone) ist eine Luftseilbahn in zwei unabhängigen Sektionen oberhalb des Ortes Stresa am Lago Maggiore in der Region Piemont in Italien.
Die Kabinen-Pendelbahn führt von Stresa (200 m s.l.m.) am Lago Maggiore bis in eine Höhe von 1385 m bis etwa 100 Höhenmeter unter den Gipfel des Monte Mottarone (1491 m s.l.m.). Wer aktuell Eigentümer der Seilbahn ist, ist zwischen der Gemeinde Stresa und der Region Piemont umstritten. Betreiberin ist die private Ferrovie del Mottarone srl.
Von ihrer Bergstation aus kann der Gipfel in 20 Minuten Fußweg oder mit einem 2009 errichteten Sessellift erreicht werden. Dieser dient auch zur Bedienung der Sommerrodelbahn von Alpyland.
Der Betrieb der Seilbahn ruht seit dem Unfall am 23. Mai 2021, bei dem 14 Menschen starben.

## Geschichte

### Zahnradbahn
Von 1911 bis zum 13. Mai 1963 verkehrte eine schmalspurige Zahnradbahn von Stresa auf den Monte Mottarone, die von der Ferrovia Stresa-Mottarone (FSM) betrieben wurde.

### Seilbahn
Nachdem die Zahnradbahn 1963 stillgelegt worden war, verkehrten in dieser Verbindung bis 1970 Autobusse. Deren Kapazität war allerdings begrenzt und der Betrieb im Winter schwierig. Die Bauarbeiten für die Seilbahn begannen 1967 und wurden von der Firma Poscio durchgeführt (Architekt Mario Cracchi aus Baveno). Die seilbahntechnischen Teile wurden von der Firma Piemonte Funivie aus Turin geliefert und die elektrische Einrichtung von der Firma Marelli. Die erste Ausrüstung mit Stahlseilen lieferte Ende der 1960er Jahre die Westfälische Drahtindustrie GmbH (WDI) aus Hamm.
Die Kabinen 1 und 2 gehören zur unteren, die Kabinen 3 und 4 zur oberen Sektion.
Die Betriebsaufnahme erfolgte am 1. August 1970.
1997 bis 1998 erfolgte ein Austausch der Trag-, Zug- und Rettungsseile beider Abschnitte. Im Jahr 2002 wurde die Seilbahn von Poma Italia überholt.
2014 bis 2016 wurden unter anderem Antrieb, Steuerung und Transformatoren durch das Südtiroler Seilbahnbauunternehmen Leitner AG für insgesamt etwa 4 Millionen Euro ausgetauscht, nicht jedoch die Seile. Hierbei wurde von einer europäischen Norm Gebrauch gemacht, die die Periode für den Pflichtaustausch der Seile um 10 Jahre verlängert (die italienische Gesetzgebung sieht einen Austausch nach maximal 20 Jahren Betrieb vor). Am 13. oder 14. August 2016 wurde die Seilbahn wieder in Betrieb genommen.
Im November 2020 waren die Trag- und Zugseile turnusgemäß einer magnetinduktiven Prüfung, die Tragseilbremsen zuletzt am 1. Dezember 2020 jeweils durch die Firma Leitner einer Funktionsprüfung unterzogen worden.
Nach dem Stillstand aufgrund der COVID-19-Pandemie wurde der Betrieb am 26. April 2021 vorübergehend wieder aufgenommen.

### Seilbahnunfall 2021
Am 23. Mai 2021, dem Pfingstsonntag, stürzte die Kabine 3 nach dem Riss eines Zugseils ab. 14 der 15 Insassen starben dabei. Die Tragseilbremse der Kabine konnte den Absturz nicht verhindern, weil sie vorschriftswidrig außer Funktion gesetzt wurde.
Seit dem Unfall ist die Seilbahn geschlossen. Anfang 2023 wurde die Webpräsenz abgeschaltet.

## Technische Daten

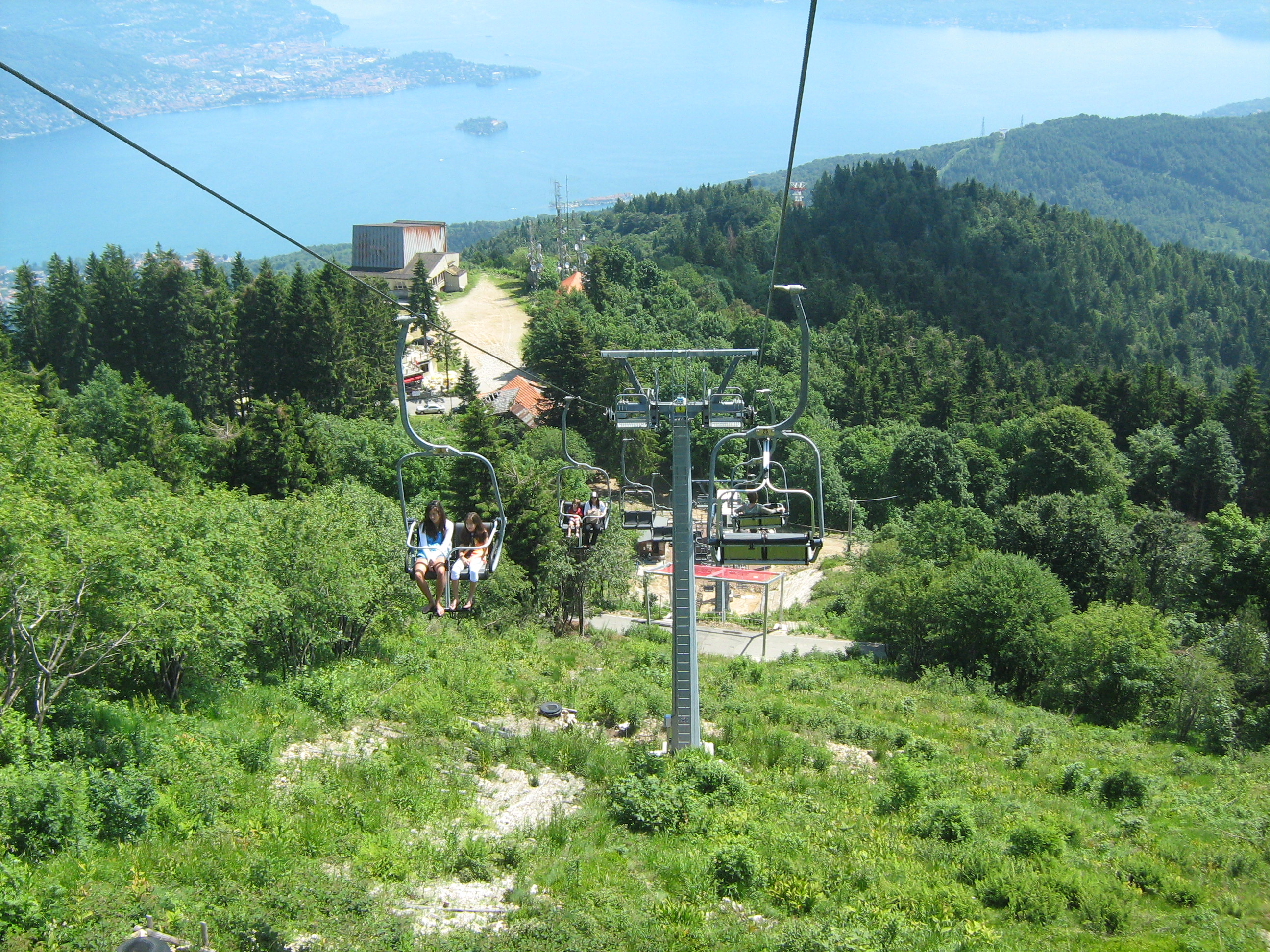
2er-Sessellift, 3. Abschnitt der gesamten Seilbahnverbindung. Im Hintergrund die Bergstation der Pendelseilbahn

Die Seilbahn führt von der Talstation auf 205 m s.l.m. über die Mittelstation (Alpino) auf 803 m s.l.m. (Länge erster Abschnitt: 2351 Meter) und von dort zur Bergstation unter dem Gipfel des Mottarone auf 1385 m s.l.m. (Länge zweiter Abschnitt: 3020 Meter). Der höchste Bodenabstand beträgt über 120 Meter, die Gesamtlänge 5371 Meter.
Von der Bergstation führt seit 2009 ein 2er-Sessellift des Herstellers Leitner weitgehend auf den Gipfel und zum Startpunkt der Sommerrodelbahn, die 2010 errichtet wurde.

### Erster Abschnitt
- Talstation: in Stresa am Lago Maggiore
- Bergstation (Mittelstation): Alpino am Monte Mottarone(45,88499° N, 8,49644° O)
- Baujahr: 1967 bis 1970
- Eröffnung: 1. August 1970
- Seilbahntyp: Pendelseilbahn
- Länge: 2351 Meter
- Höhenunterschied: 598 Meter
- Stützenanzahl: 3
- Fahrzeit: etwa 10 Minuten
- Fahrgeschwindigkeit: etwa 5 m/s
- Fahrbetriebsmittel: zwei Kabinen zu je 47 Personen (?)
- Maximale Personenbeförderung: 390 Pers./Stunde[3][21]

### Zweiter Abschnitt
- Talstation (Mittelstation): Alpino am Monte Mottarone
- Bergstation: Monte Mottarone
- Baujahr: 1967 bis 1970
- Eröffnung: 1. August 1970
- Seilbahntyp: Pendelseilbahn
- Länge: 3020 Meter
- Höhenunterschied: 582 Meter
- Stützenanzahl: 3
- Fahrzeit: etwa 10 Minuten
- Fahrgeschwindigkeit: etwa 5 m/s
- Fahrbetriebsmittel: zwei Kabinen zu je 47 Personen (?)
- Maximale Personenbeförderung: 390 Pers./Stunde[3][22]

## Tourismus und Infrastruktur
Der Monte Mottarone ist touristisch sehr stark genutzt für das Skifahren, Wandern, Mountainbiken und Gleitschirmfliegen. In der Nähe der Mittelstation befindet sich ein botanischer Garten mit zahlreichen Alpenpflanzen (Giardino botanico Alpinia). Beim Gipfel ist unter dem Namen «Alpyland» eine Sommerrodelbahn in Betrieb. An der mautpflichtigen Straße liegt ein Museum für Schirme und Sonnenschirme.
Auf dem Gipfel befinden sich mehrere Antennenanlagen. Unweit des oberen Abschnitts der Seilbahn verläuft etwa parallel eine Hochspannungsleitung.